# سالتي (باد كاليه)
سالتي، باد كاليه (بالفرنسية: Saulty)‏ هي بلدية تقع في إقليم باد كاليه من منطقة نور با دو كاليه في شمال فرنسا. تبلغ مساحة هذه المدينة 12.75 (كم²)، وترتفع عن سطح البحر 173 م، يبلغ عدد سكانها 694 نسمة حسب إحصاء المعهد الوطني للإحصاء والدراسات الاقتصادية سنة 2009 م. وترأس Jean-Paul Lefebvre البلدية خلال فترة (2008-2014).